# Helmut Herminghaus
Helmut Joachim Herminghaus (* 17. Dezember 1928; † 6. Mai 2020) war ein deutscher Experimentalphysiker und langjähriger Leiter der „Arbeitsgruppe Beschleuniger“ am Institut für Kernphysik der Johannes Gutenberg-Universität Mainz.

## Leben und Wirken
Helmut Herminghaus studierte Physik in Frankfurt am Main und promovierte dort 1962 mit dem Thema „Eine Erweiterung der Leitungstheorie auf den Wellenleiter eines Wendellinearbeschleunigers“. Anschließend ging er als Postdoc von 1962 bis 1963 zum Deutschen Elektronen-Synchrotron (DESY) nach Hamburg.
Von Hans Ehrenberg wurde Herminghaus 1963 als erster experimenteller Beschleunigungsphysiker an das 1957 neu gegründete Institut für Kernphysik der Universität Mainz berufen, um den Aufbau und die Nutzung des 300-MeV-Elektronenlinearbeschleunigers zu leiten. In Zusammenarbeit mit den technischen Mitarbeitern des Instituts und einer Gruppe von Studierenden gelangen ihm wesentliche Verbesserungen der Anlage, die 1967 in Betrieb ging.
Herminghaus habilitierte sich 1974 in Mainz und wurde 1983 auf eine Professur für anwendungsnahe Forschung berufen.
Bereits 1972 hatte Herminghaus erste Überlegungen angestellt, wie ohne den sehr hohen Kühlaufwand, den herkömmliche Beschleunigerröhren mit ihrem supraleitenden Material erfordern, eine Realisierung der Beschleunigung bei Raumtemperatur möglich sein konnte. Sein Ansatz war zunächst, einen „Stretcher-Ring“ nachzuschalten, ein Entwurf, der bei der Bonner ELSA und am NIKHEF in Amsterdam umgesetzt wurde. Nachfolgend entwickelte er ein neuartiges Konzept, das Rennbahn-Mikroton-Prinzip. Durch das vielfache Durchlaufen der gleichen Strecke wird dabei der Energieverlust auf ein Bruchteil des Üblichen reduziert, und dennoch Elektronen hoher Energien mit einem effektiven Gleichstrom-Strahl bereitgestellt. Der 1975 vorgelegte Vorschlag stieß zunächst auf skeptische Experten. Daher musste die Umsetzbarkeit des Prinzips mit einer kleinen Versuchsanlage schrittweise demonstriert werden, was überzeugend gelang. Motiviert durch eine Vision des damaligen Assistenten Berthold Schoch, gelang Herminghaus damit in Zusammenarbeit mit Karl-Heinz Kaiser die erstmalige Realisierung des neuen Konzepts. Die Arbeiten mündeten schließlich in das dreistufige Mainzer Mikrotron (MAMI). Im Jahr 1983 gingen die ersten beiden Stufen (MAMI-A) in Betrieb, ab 1991 dann mit MAMI-B der zu diesem Zeitpunkt leistungsstärkste Elektronenbeschleuniger seiner Art. Mit der Anlage habe Herminghaus dem Institut mit zu einer Spitzenstellung auf dem Gebiet der Hadronenphysik verholfen.
Nach dem Ausscheiden von Helmut Herminghaus wurde 1992 Hartmut Backe auf seine Professur berufen, Karl-Heinz Kaiser übernahm die Leitung der Beschleunigergruppe am Institut.
Helmut Herminghaus lebte zuletzt in Weiler und verstarb im Alter von 91 Jahren bei einer Wanderung im angrenzenden Binger Wald.

## Werke
- Eine Erweiterung der Leitungstheorie auf den Wellenleiter eines Wendellinearbeschleunigers; Frankfurt a. M., 1962 (Dissertation), DNB 481134131

## Ehrungen
- 2017: „Horst Klein Forschungspreis für hervorragende Wissenschaftlerinnen und Wissenschaftler auf dem Gebiet der Physik der Beschleuniger“.[5]
- 2018: „Ehrenmedaille der Johannes Gutenberg-Universität Mainz“ für seine Verdienste um den Aufbau des Mainzer Mikrotrons anlässlich des 50. Jubiläums der Arbeit mit Elektronenbeschleunigern in Mainz.[7]